# Дороті Дей
Слуга Божа До́роті Дей (англ. Dorothy Day; 8 листопада 1897, Бруклін — 29 листопада 1980, Нью-Йорк) — американська журналістка, суфражистка, антивоєнна та профспілкова активістка, автобіографістка, редакторка. Одна із засновниць Руху католицьких робітників, прихильниця філософії дистрибутизму (католицької економічної теорії). У 1930-х активно брала участь в робітничому, пацифістському і антивоєнному русі (в тому числі закликала віруючих католиків ухилятися від призову в армію під час Другої світової). Себе нерідко називала анархісткою.

## Життєпис

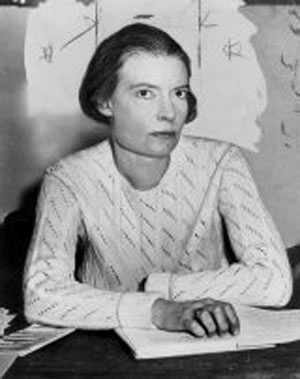
Фото 1934 року

Народилася в протестантській родині, мала трьох братів і одну сестру. В юності завагітніла від коханця, але за його вимогою була змушена піти на аборт. Одружилася з заможним видавцем, але шлюб незабаром розпався, вступила в другий шлюб, народила дочку.
У 1914—1916 роках вчилася в Іллінойському університеті, зацікавившись під час навчання роботами Маркса та інших соціалістичних авторів, вступивши в Соціалістичну партію. З 1916 року, повернувшись у Нью-Йорк, і до 1918 року працювала журналісткою в низці газет, два роки була медсестрою, після чого повернулася до журналістики і працювала в Чикаго і Новому Орлеані. У 1927 році ухвалила рішення перейти в католицизм і прийняла хрещення, що призвело до розриву відносин з родиною.
У травні 1933 року стала однією із засновників журналу «Католицький робітник», навколо якого сформувався Рух католицьких робітників. Активно писала для цього журналу про проблеми бідності, брала участь у створенні притулків для бездомних, перший з яких заснувала у власній квартирі; до 1936 році існувало вже понад 30 таких будинків, і за свою діяльність в цьому напрямку Дей у 1971 році отримала міжнародну премію Pacem in Terris.
У 1971—1973 роках активно брала участь у протестах проти війни у В'єтнамі, в результаті чого кілька разів була заарештована. Під час проведення Другого Ватиканського собору очолила групу жінок, які оголосили голодування і вимагали від Собору засудження війни як такої.
Сучасна Католицька церква поки не вирішила питання її канонізації або беатифікації, але після смерті Дороті Дей була удостоєна статусу Слуги Божої.